# 16168 Палмен
16168 Палмен (16168 Palmen) — астероїд головного поясу, відкритий 5 січня 2000 року.
Тіссеранів параметр щодо Юпітера — 3,517.